# Малышев, Илья Филиппович
Илья Филиппович Малышев (род. 1925 — ум. 1986) — советский работник строительной отрасли, Герой Социалистического Труда.

## Биография
Выпускник Мелитопольской технической школы, ветеран войны, участник штурма Берлина. Экскаваторщик, старший бригадир при строительстве Северо-Крымского канала.
Жил и работал в Крыму в городах Джанкой, Феодосия. Участник строительства Северо-Крымского канала. Первый ковш земли из русла канала вынул один из ветеранов стройки И. Ф. Малышев, экскаваторщик СМУ-9. 9 октября 1963 года ему было поручено открыть перемычку на 78 километре канала и пустить воды Днепра в Крым.
Был членом КПСС. Коммунисты Крымской области оказали строителю большое доверие и честь, избрав его делегатом XXIII съезда КПСС. В г. Феодосии его портрет висел на доске почета, среди других Героев Социалистического труда.
Похоронен на новом (2 городском) кладбище города Феодосии.

## Награды
- Герой Социалистического Труда (1971).
- Орден Ленина (1971).